# Епархия Армидейла
Епархия Армидейла (лат. Dioecesis Armidalensis) — епархия Римско-Католической церкви с центром в городе Армидейл, Австралия. Епархия Армидейла входит в митрополию Сиднея. Кафедральным собором епархии Армидейла является собор Пресвятой Девы Марии и святого Иосифа.

## История
28 ноября 1869 года Святой Престол учредил епархию Армидейла, выделив её из архиепархии Сиднея.
5 и 10 мая 1887 года епархия Армидейла передала часть своей территории в пользу возведения новых епархий Графтона (сегодня — епархия Лисмора) и Вилканнии (сегодня — епархия Вилканния-Форбса).

## Ординарии епархии
- епископ Thomas Timothy O’Mahony (1.10.1869 — 2.08.1877);
- епископ Elzear Torreggiani (12.02.1879 — 28.05.1904);
- епископ Patrick Joseph O’Connor (28.01.1904 — 15.07.1932);
- епископ John Aloysius Coleman (15.07.1932 — 22.12.1947);
- епископ Edward John Doody (11.03.1948 — 9.04.1968);
- епископ Джеймс Дарси Фримен (18.10.1968 — 9.07.1971) — назначен архиепископом Сиднея;
- епископ Henry Joseph Kennedy (6.12.1971 — 26.04.1991);
- епископ Kevin Michael Manning (26.04.1991 — 10.07.1997) — назначен епископом Парраматта;
- епископ Luc Julian Matthys (17.03.1999 — 7.12.2011);
- епископ Michael Robert Kennedy (7.12.2011 — по настоящее время).

## Источник
- Annuario Pontificio, Libreria Editrice Vaticana, Città del Vaticano, 2003, ISBN 88-209-7422-3